# Ninja 2: Shadow of a Tear
Série
Ninja
(2009)
Pour plus de détails, voir Fiche technique et Distribution.
Ninja 2: Shadow of a Tear (Ninja: Shadow of a Tear) est un film américano-thaïlandais réalisé par Isaac Florentine, sorti en 2013.
C'est la suite du film Ninja, sorti en 2009.

## Synopsis
Ne faire confiance à personne : c’est le code de survie de Casey Bowman après la perte tragique et sauvage de sa femme portant son enfant. Un seul indice : une série de victimes avec les mêmes marques de strangulation au fil barbelé très reconnaissable. Sa cible : un sinistre baron de la drogue appelé Goro, qui inonde les rues de méthamphétamine mortelle fabriquée dans la jungle birmane. Casey doit pousser ses facultés de combat au maximum, jusqu’à utiliser une technique de méditation profonde pour simuler sa propre mort. Pour se préparer à cette ultime confrontation, Casey doit devenir un guerrier invisible digne de porter le titre de Ninja.

## Fiche technique
- Titre original : Ninja: Shadow of a Tear
- Titre français : Ninja 2: Shadow of a Tear
- Réalisation : Isaac Florentine
- Scénario : David N. White, basé sur le film "Ninja" écrit par Michael Hurst et Boaz Davidson
- Musique : Logan Mader et Gerard K. Marino
- Direction artistique : Toey Jaruvaateekul
- Décors : James William Newport et Rakpan Thanadpojanamart
- Costumes : Preeyanan 'Lin' Suwannathda
- Photographie : Ross W. Clarkson
- Son : Jason Gaya, Jonathan Wales, Chad J. Hughes
- Montage : Irit Raz
- Production : Frank DeMartini, Boaz Davidson, Rick Eyler et Tom Waller

Production déléguée : Avi Lerner, Danny Dimbort, Trevor Short et John Thompson
Coproduction déléguée : Lonnie Ramati
- Sociétés de production[1] : Millennium Films et Swingin' Productions
- Société de distribution :
  - États-Unis : Millennium Entertainment (DVD et Blu-ray)
  - France : Seven7[2] (DVD et Blu-ray)
- Budget : 2,6 millions de $ (estimation)[3]
- Pays :  Thaïlande,  États-Unis
- Langue originale : anglais, japonais
- Format[4] : couleur - 1,85:1 (Panavision)
- Genre : arts martiaux, action, thriller, drame
- Durée : 95 minutes
- Dates de sortie[5] :
  - États-Unis : 31 décembre 2013 (sortie directement en DVD et Blu-ray)
  - France : 19 février 2014 (sortie directement en DVD et Blu-ray)
- Classification[6] :
  -  États-Unis : Interdit aux moins de 17 ans (certificat #44301) (R – Restricted) [Note 1].
  -  France : Tous publics[2].

## Distribution
- Scott Adkins : Casey
- Kane Kosugi : Nakabara
- Mika Hijii : Namiko
- Shun Sugata (en) : Goro
- Vithaya Pansringarm : le général Sung
- Mukesh Bhatt : Mike
- Tim Man : Myat
- Jawed El Berni : Lucas
- Saichia Wongwirot : Suu

## Production

### Tournage
Le film a été tourné à Bangkok,.